# Lotononis lupinifolia
Lotononis lupinifolia är en ärtväxtart som först beskrevs av Pierre Edmond Boissier, och fick sitt nu gällande namn av George Bentham. Lotononis lupinifolia ingår i släktet Lotononis och familjen ärtväxter. Inga underarter finns listade i Catalogue of Life.